# Charles de Balsac d'Entragues
Pour les articles homonymes, voir Charles de Balsac, Balsac et Balzac.
 (juin 2020).
- Si vous ne connaissez pas le sujet, laissez ce bandeau (vous pouvez alors contacter les auteurs).
- Si vous supprimez le contenu mis en cause (vous pouvez préalablement contacter les auteurs),

argumentez précisément cette suppression dans la page de discussion
(un manque de référence n'est pas un argument ; une recherche réelle de référence doit avoir été effectuée, être formellement documentée).
Charles de Balsac d’Entragues ou Balzac d’Entragues, baron de Dunes et comte de Graville (près de Fontainebleau), (dit « le bel Entragues » ou « Entraguet » ou « le jeune », pour le distinguer de son frère ainé prénommé également Charles,), né en 1545 et mort en 1599 à Toulouse, est un aristocrate et militaire français.

## Biographie
Tout dévoué à la maison de Guise pendant les guerres de religion, c’est lui qui, par le mépris dont il a accablé, dans la cour du Louvre, le 26 avril 1578, le comte de Quélus, mignon de Henri III, qui se serait moqué de lui en le voyant sortir de la chambre d’une dame aux mœurs réputées légères, a été cause du célèbre duel contre Quélus, Maugiron et Livarot, passé à la postérité sous le nom de duel des Mignons.  
François de Ribérac (en) et Georges de Schomberg, amis du duc de Guise, s’unirent à lui pour le duel, le dimanche 27, à cinq heures du matin, au Marché-aux-Chevaux, près de la Bastille. Il a été le seul, avec Livarot, à survivre à ce combat, dont il a réchappé sans autre blessure qu’une estafilade au bras. 

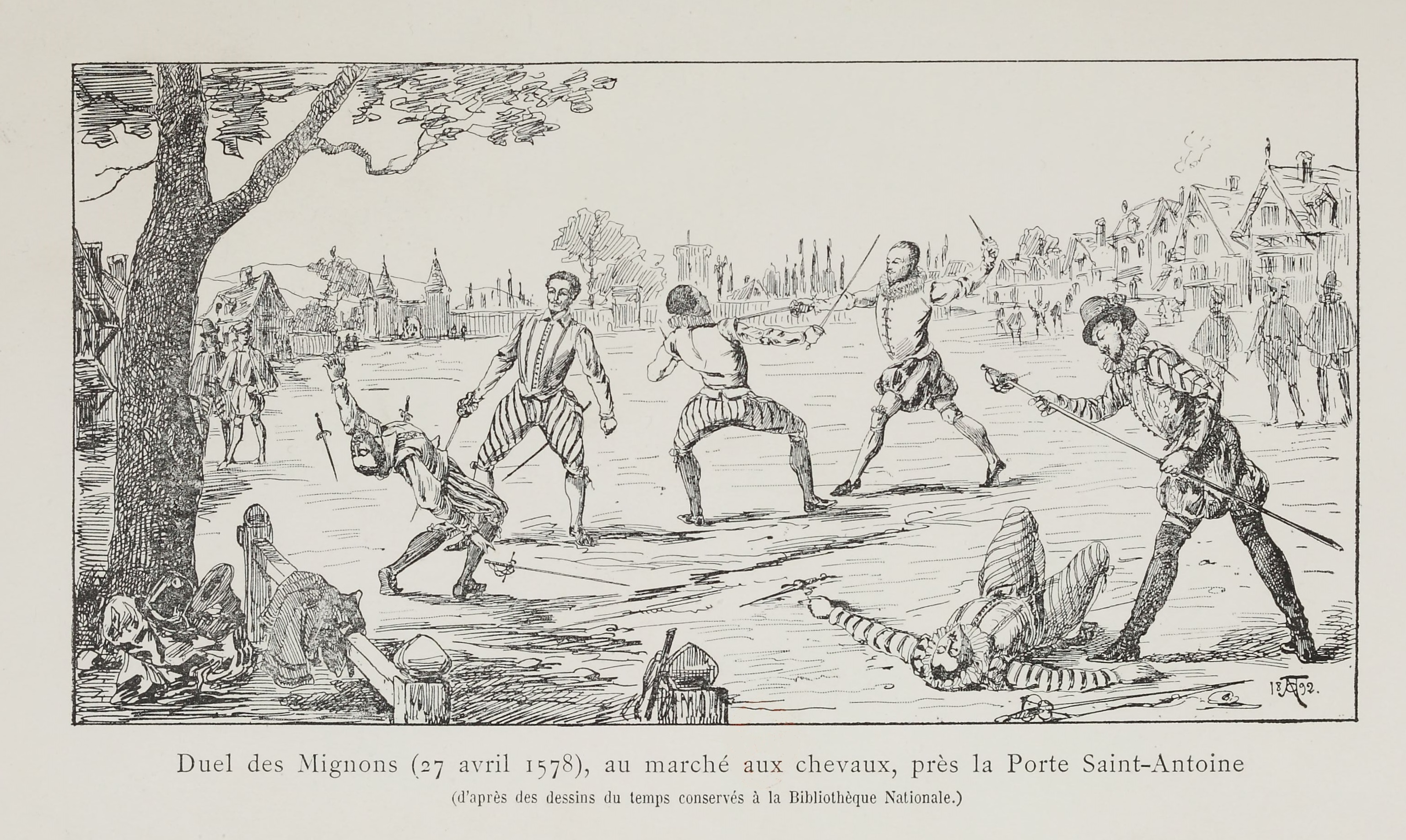
Le Duel des mignons, gravure de la fin du XIXe siècle.

Forcé de fuir pour échapper au ressentiment de Henri III, qui a eu un moment la pensée de faire traduire en justice le meurtrier de ses mignons, il a été quelque temps errant ; mais le duc de Guise, ayant déclaré avec hauteur « qu’il n’avoit fait acte que de gentilhomme et d’homme de bien, et que si on le vouloit fascher, son épée, qui coupoit bien, lui en feroit raison », lui a fait accorder sa grâce.
Il a  eu occasion de rendre quelques services à l’État en occupant différents postes. En 1586, il est nommé gouverneur de Saint-Dizier, en 1588 lieutenant-général au gouvernement d’Orléans. Il est capitaine de cinquante hommes d'armes. En 1595, il est promu chevalier de l'Ordre du Saint-Esprit par Henri IV.
Il n'a pas contracté d’union. Dans son testament daté d'avril 1598 il prend bien soin de conserver entier ses possessions et son prénom. Il eut pour nièce la célèbre Catherine Henriette de Balzac d'Entragues, maîtresse de Henri IV.
À sa mort, en 1599, son corps est rapporté de Toulouse pour être inhumé dans l’église des Cordeliers de Malesherbes, au tombeau de ses ancêtres (dont l'amiral Louis Malet de Graville et la femme de lettres Anne de Graville).